# Лі Мьон Бак
Лі Мьон Бак (кор. 이명박, 李明博, I Myeongbak, Yi Myŏngbak, МФА: [i.mʲʌŋ.bak̚]; нар. 19 грудня 1941) — корейський політик, десятий президент Республіки Корея.

## Життєпис
Народився в Японській імперії, префектурі Осака.
До 1945 носив японське ім'я Цукія́ма Акіхі́ро (яп. 月山明博, つきやまあきひろ). Випускник кафедри менеджменту університету Корьо (1965).
Протягом 1977—1992 працював на керівних посадах в компанії Hyundai Construction. Депутат Парламенту Республіки Корея 14-го (1992—1996) і 15-го скликань (1996—2000).
Мер південнокорейської столиці, міста Сеул (1 липня 2002 — 30 червня 2006).
У 2007 брав участь на президентських виборах від опозиційної правої партії, на яких переміг провладного кандидати із великим відривом (48,7 %). До цього був членом Демократичної партії Кореї (1996—2000) та Новокорейської партії (1996—1997).
До середини 2012 виступав за тісне партнерство з Японією, що обірвалося у зв'язку зі скандальними відвідинами Ліанкурових скель. Займає жорстку позицію щодо Північної Кореї. Послідовник пресвітеріанства. Вільно володіє японською та англійською мовами. Одружений з Кім Юн'ок. Має трьох доньок і одного сина.